# Antwerp Port Epic
Antwerp Port Epic ist ein belgisches Eintagesrennen im Straßenradsport. Es fand ab 2018 jährlich im September statt, seit 2022 wird es im Mai ausgetragen. Es wird in der Kategorie 1.1 in der UCI Europe Tour geführt. Seit 2023 gibt es am gleichen Tag ein Frauenrennen, ebenfalls in der Kategorie 1.1.

## Strecke
Die Strecke verläuft rund um den Antwerpener Hafen und führt, zumindest teilweise, über unbefestigte Wege. Die aus dem Rennen Schaal Sels Merksem bekannten Natursstraßen und Kopfsteinpflastersektoren wurden in das Rennen übernommen.
 Ausrichter ist der Koninklijke Wielrijdersclub van Merksem vzw.

## Palmarès Männer
| Jahr | Sieger                   | Zweiter            | Dritter             |
| ---- | ------------------------ | ------------------ | ------------------- |
| 2018 | Guillaume Van Keirsbulck | Aksel Nõmmela      | Taco van der Hoorn  |
| 2019 | Aimé De Gendt            | Tim Merlier        | Timothy Dupont      |
| 2020 | Gianni Vermeersch        | Stan Dewulf        | Baptiste Planckaert |
| 2021 | Mathieu van der Poel     | Taco van der Hoorn | Tim Merlier         |
| 2022 | Florian Vermeersch       | Gianni Vermeersch  | Thibau Nys          |
| 2023 | Dries De Bondt           | Timo Kielich       | Quinten Hermans     |
| 2024 | Alexander Kristoff       | Émilien Jeannière  | Oded Kogut          |

## Palmarès Frauen
| Jahr | Sieger         | Zweiter             | Dritter              |
| ---- | -------------- | ------------------- | -------------------- |
| 2023 | Marthe Truyen  | Audrey Cordon-Ragot | Franziska Koch       |
| 2024 | Lara Gillespie | Zoe Bäckstedt       | Babette van der Wolf |
| 2025 |                |                     |                      |